# Hecatera hieracii
Hecatera hieracii là một loài bướm đêm trong họ Noctuidae.